# Derivada exterior
En matemáticas, el operador de derivada exterior (o diferencial exterior) de la topología diferencial, amplía el concepto del diferencial de una función a formas diferenciales de un grado más alto. Fue inventado, en su forma actual, por Élie Cartan. 

## Definición
La derivada exterior de una forma diferencial de grado {\displaystyle k} es una forma diferencial de grado {\displaystyle k+1}. La diferenciación exterior satisface tres propiedades importantes: 
- {\displaystyle {\text{d}}f} es el diferencial de {\displaystyle f} para cualquier 0-forma {\displaystyle f} (funciones de la clase C∞).

- {\displaystyle {\text{d}}^{2}=0\,}, dicho de otro modo, que siempre: {\displaystyle {\text{d}}({\text{d}}\omega )=0\,}, para cualquier forma {\displaystyle \omega \,}.

- La regla del producto cuña:

{\displaystyle d(\omega \wedge \eta )=d\omega \wedge \eta +(-1)^{{\rm {deg\,}}\omega }(\omega \wedge d\eta )}.
Puede ser demostrado que la derivada exterior está determinada unívocamente por estas propiedades y su coincidencia con el diferencial en 0-formas (funciones). 
Los casos especiales de la diferenciación exterior corresponden a los operadores diferenciales familiares del cálculo vectorial a lo largo de las mismas líneas que el diferencial corresponde a gradiente. Por ejemplo, en el espacio euclidiano tridimensional, la derivada exterior de una 1-forma corresponde al rotacional y la derivada exterior de 2-formas corresponde a la divergencia. Esta correspondencia muestra más de una docena de fórmulas del cálculo vectorial como casos especiales de las tres reglas antedichas de la diferenciación exterior. El núcleo del operador {\displaystyle d\,} consiste en las formas cerradas, y la imagen en las formas exactas (cf. diferenciales exactos).